# غيث فرعون
غيث رشاد فرعون (7 سبتمبر 1940 - 6 يناير 2017)، رجل أعمال سعودي من أصل سوري، كان في وقت واحد مستثمرا في بنك الاعتماد والتجارة الدولي، وهو بنك دولي أنشأه الممول الباكستاني آغا حسن عابدي. وكان فرعون، الذي يتصرف سرا نيابة عن بنك الاعتماد والتجارة الدولي، سيطر على مصرفين أمريكيين في انتهاك للقوانين المصرفية الاتحادية. وعندما تم اكتشاف هذا الاحتيال، اضطر بنك الاعتماد والتجارة الدولي إلى بيع البنوك، وبعد فترة وجيزة من إغلاق السلطات لها أعلن البنك إفلاسه. واتهم فرعون بتهمة الاحتيال الإلكتروني والتآمر؛ وعلى الرغم من أنه دفع في نهاية المطاف غرامات كبيرة وتسوية كبيرة لمصفي البنك، لم يتم شطب التهم الجنائية وتسعى السلطات الأمريكية لتسليمه حتى توفي في عام 2017.

## خلفية
غيث فرعون هو ابن السفير السعودي السابق في جميع أنحاء أوروبا رشاد بن محمود فرعون من عام 1948 حتى عام 1954. وكان والده أيضا مستشارا للملك فيصل. التحق بالمدارس في لبنان وسوريا وسويسرا. وكان تعليمه الجامعي في الولايات المتحدة في جامعة كولورادو للمعادن من 1958 إلى 1961 (الذي حصل على الدكتوراه) تليها جامعة ستانفورد 1962-1963؛ وكلية هارفرد للأعمال من 1963 إلى 1965 (حتى تخرجه). وعين عضوا في مجلس إدارة شركاء كلية هارفرد للأعمال وعضوا في مجلس التنمية الدولية في جامعة كولورادو للمعادن. بعد تخرجه من جامعة هارفارد، شكل فرعون المؤسسة السعودية للبحث والتطوير المحدودة (ريديك)، أكبر شركة خاصة في الشرق الأوسط.
كان فرعون لاعبا رئيسيا في الصناعات النفطية والمصرفية العالمية في السبعينات والثمانينيات، وكان المستثمر السعودي رقم 2 في الولايات المتحدة. وفي عام 1977، أستحوذ على بنك جورجيا الوطني من المالك بيرت لانس كجزء من خطة معقدة للحصول على بنك واشنطن العاصمة، وهو أول بنك أمريكي مساهم، نيابة عن بنك الاعتماد والتجارة الدولي. وأدى ذلك في النهاية إلى توجيه اتهامات جنائية ضده في الولايات المتحدة. توفي في 6 يناير 2017 في سن 76.

## الأيام الأخيرة
عمل فرعون كرئيس لشركة أتوك بتروليوم. كما شغل منصب رئيس مجلس إدارة شركة المصفاة الوطنية وشركة أتوك سيمنت باكستان المحدودة. وشغل منصب رئيس مجلس إدارة شركة أتوك ريفينري المحدودة حتى 18 فبراير 2011. شغل منصب مدير حقول النفط في باكستان ومصفاة أتوك المحدودة وشركة أتوك أسمنت باكستان المحدودة والمصفاة الوطنية المحدودة.

### العقود العسكرية
على الرغم من أن فرعون كان هاربا مطلوب من قبل مكتب التحقيقات الفدرالي منذ عام 1991 عن الاحتيال على نطاق واسع في الانهيار المالي لبنك الاعتماد والتجارة الدولي. وقد تم منح فرعون ما مجموعه 120 مليون دولار في العقود من قبل الجيش الأمريكي في عام 2008. كانت العقود لتوريد آلاف الأطنان من وقود الطائرات إلى القواعد الأمريكية المتمركزة في أفغانستان، ومنحت لمصفاة أتوك، وهي مصفاة مقرها باكستان يملكها كمال أدهم ، رئيس المخابرات السعودية السابق.

### الحياة الشخصية
من المعروف أن فرعون الغنية للغاية كان مولعا جدا من بالسيجار. وعاش في يخته الفاخر والذي سماه لي فرعون (Le Pharaon)، وكان ينظر إليه بأنه من اليخوت الفاخرة للأغنياء والمشاهير.
في عام 2016 أفيد أنه اشترى منزل في بودابست، بجوار المنزل الشخصي لرئيس الوزراء المجري فيكتور أوربان.

## روابط خارجية
- غيث فرعون على موقع مونزينجر (الألمانية)